# Хара (водорості)
Ха́ра (Chara) — один з найбільш високоорганізованих родів водоростей, що належать до порядку харальних.
Назва походить грец. хара — радість, краса. Відомо понад 400 видів харових, флора України налічує 38 видів.

## Будова

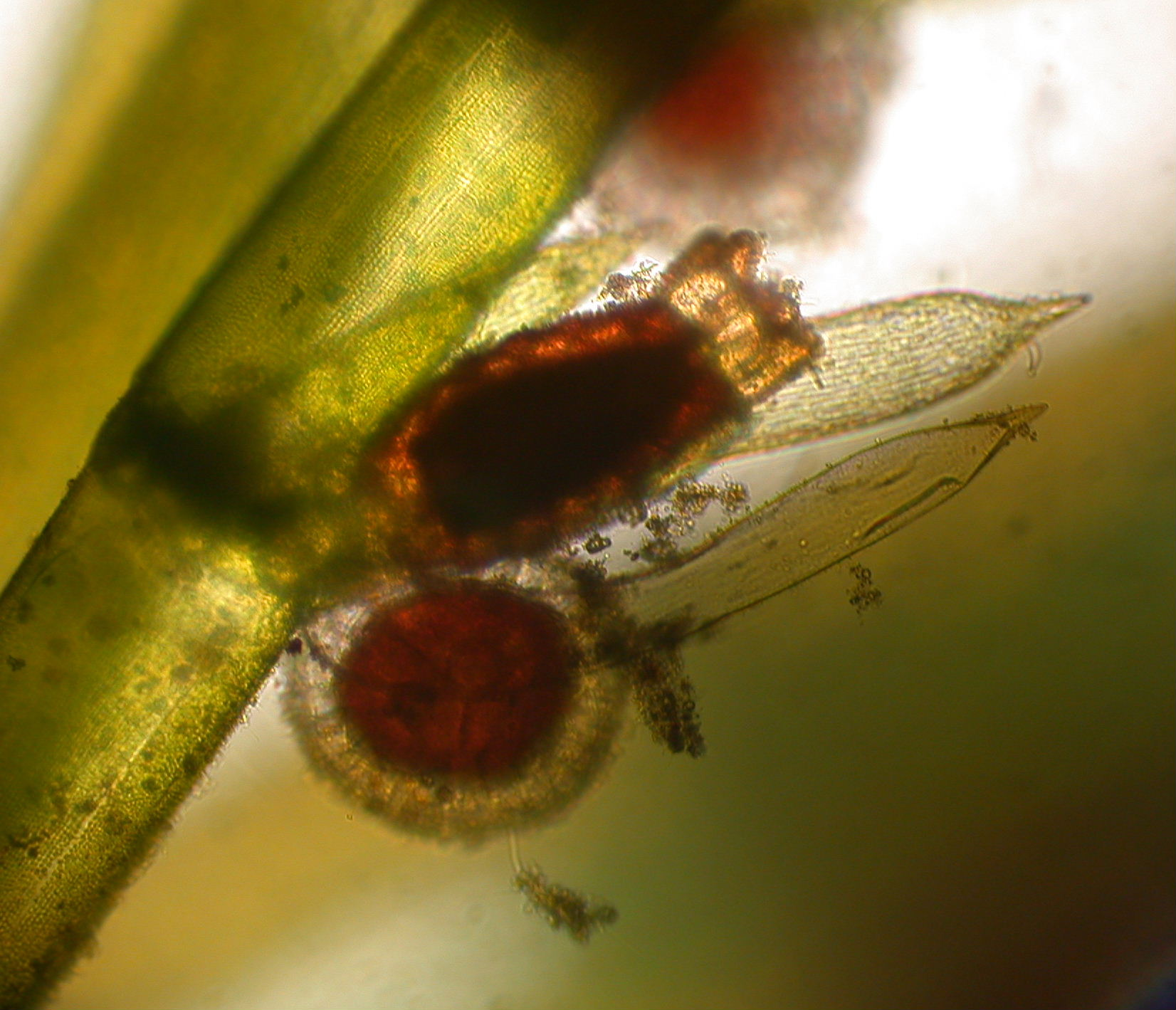
Репродуктивні органи харових водоростей (зверху: архегоній, знизу: антеридій)

Це макроскопічні водорості, зовні схожі з деякими наземними рослинами (хвощами, антоцеротовидними). Висота їх талому зазвичай становить 20—30 см, але може сягати 1—2 м, бокові гілки обмеженого росту. Зелені хлоропласти містять хлорофіли a та b, а також лікопін. Накопичують крохмаль як запасну речовину.

## Розмноження
Для харових водоростей характерним є тільки статеве розмноження. Вегетативне розмноження здійснюється за допомогою специфічних бульбочок на ризоїдах або зірчастих скупчень клітин на нижніх стеблових вузлах, які дають початок новому талому. Безстатеве розмноження відсутнє.
Найвищого розвитку серед усіх водоростей досягають статеві органи. Архегоній (жіночі) та антеридій (чоловічі статеві органи) багатоклітинні і у більшості видів розвиваються на одній рослині (хоча відомі і дводомні види). Антеридій має вигляд кульки діаметром до 0,5 мм, спочатку зеленого, а під час дозрівання — оранжевого чи червоного кольору. Він сидить на короткій одноклітинній ніжці і складається з 8 пласких клітин-щитків, які щільно стикаються своїми зазубреними краями. Від центру кожного щитка всередину антеридію відходить циліндрична клітина — «ручка» (manubrium), яка завершується округлою клітиною-головкою. На цій клітині розташовано 6 клітин меншого розміру, кожна з яких дає початок 4 сперматогенним ниткам. Вони складаються з 200–300 клітин, у кожній з яких утворюється один двохджгутиковий сперматозоїд (антерозоїд).